# Fresno Challenger
Il Fresno Challenger è stato un torneo professionistico di tennis giocato su campi in cemento. Faceva parte dell'ATP Challenger Series. Si giocava annualmente a Fresno (California) negli Stati Uniti.

## Albo d'oro

### Singolare
| Anno | Campione     | Finalista        | Punteggio        |
| ---- | ------------ | ---------------- | ---------------- |
| 2003 | Alex Kim     | Jeff Morrison    | 7–5, 7–6(6)      |
| 2002 | Scott Draper | Justin Gimelstob | 6–1, 6(5)–7, 6–1 |

### Doppio
| Anno | Campioni                          | Finalisti                     | Punteggio     |
| ---- | --------------------------------- | ----------------------------- | ------------- |
| 2003 | Diego Ayala Travis Parrott        | Paul Goldstein Jeff Morrison  | 7–5, 4–6, 6–3 |
| 2002 | Huntley Montgomery Tripp Phillips | Ignacio Hirigoyen Daniel Melo | 6–4, 6–3      |